# Parantica periphas
Parantica periphas är en fjärilsart som beskrevs av Hans Fruhstorfer 1910. Parantica periphas ingår i släktet Parantica och familjen praktfjärilar. Inga underarter finns listade i Catalogue of Life.